# Плугарёв, Михаил Михайлович
Михаил Михайлович Плугарёв (1912—1965) — участник Великой Отечественной войны, лейтенант, Герой Советского Союза (1943).

## Биография
Михаил Плугарёв родился 16 сентября 1912 года в городе Балта (ныне — Одесская область Украины). Русский.
После окончания восьми классов школы проживал и работал в Котовске (ныне Подольск Одесской области). В 1938 году Плугарёв был призван на службу в Рабоче-крестьянскую Красную Армию. С начала Великой Отечественной войны — на её фронтах.
К ноябрю 1943 года гвардии старший сержант Михаил Плугарёв командовал взводом 6-го гвардейского стрелкового полка 2-й гвардейской стрелковой дивизии 56-й армии Северо-Кавказского фронта. Отличился во время Керченско-Эльтигенской операции. В ночь со 2 на 3 ноября 1943 года взвод Плугарёва переправился через Керченский пролив и принял активное участие в боях за захват и удержание плацдарма на побережье Керченского полуострова, захватив важную высоту и отразив большое количество немецких контратак. Взводу Плугарёва удалось отрезать пути к отступлению группе немецких солдат и офицеров, вынудив часть из них сдаться.
Звание Героя Советского Союза с вручением ордена Ленина и медали «Золотая Звезда» (№2167) гвардии старшему сержанту Плугарёву Михаилу Михайловичу присвоено 17 ноября 1943 года.
В наградном листе Плугарёва М. М. записано:

«Смелый, инициативный, личным примером бесстрашия увлекший товарищей на героические подвиги товарищ Плугарёв достоин высокого звания - Герой Советского Союза».

.
В 1946 году в звании лейтенанта Плугарёв был уволен в запас. Проживал и работал в Кишинёве. Скончался 12 сентября 1965 года.
Был награждён также орденами Отечественной войны 2-й степени и Красной Звезды, медалями.